# Veselići
Veselići is een plaats in de gemeente Ribnik in de Kroatische provincie Karlovac. De plaats telt 62 inwoners (2001).